# キャナル・ウォーク
キャナル・ウォーク（英語: Canal Walk, "CW"）は、南アフリカ共和国西ケープ州ケープタウンにあるショッピングセンターである。

## 概要
ケープタウン沿岸地域で行っている再開発計画「センチュリーシティー」の中核施設である。
9,600 m2の事業所エリアと125,000 m2の小売エリアで構成され、市内最大の商業施設である。

## 施設
400を超える店舗がある。

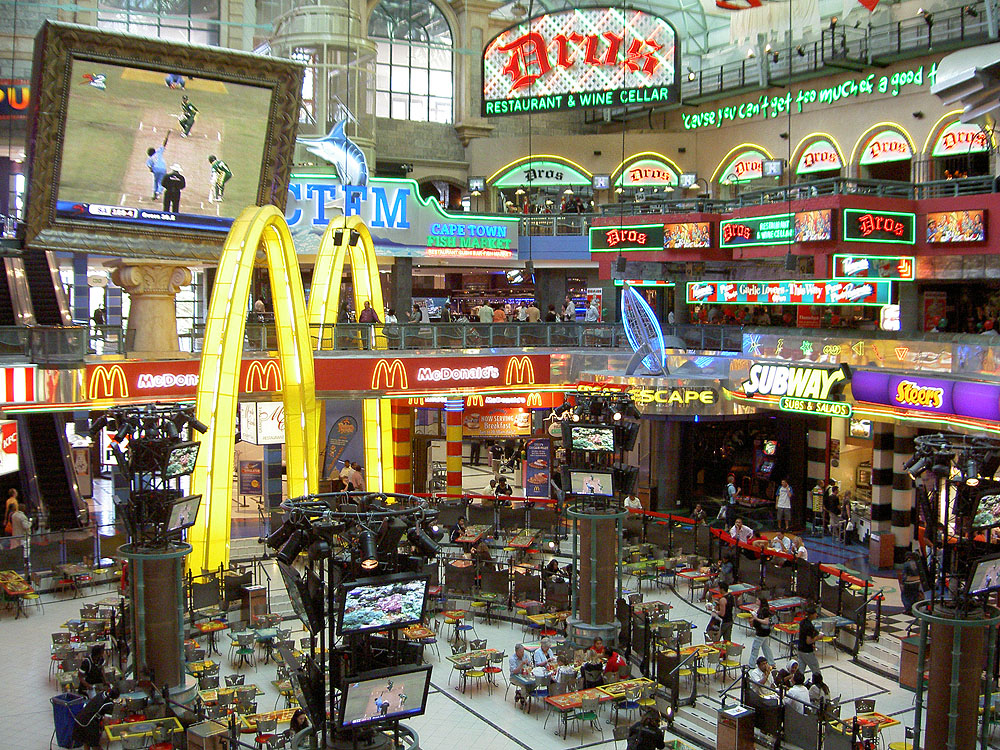
フードコート
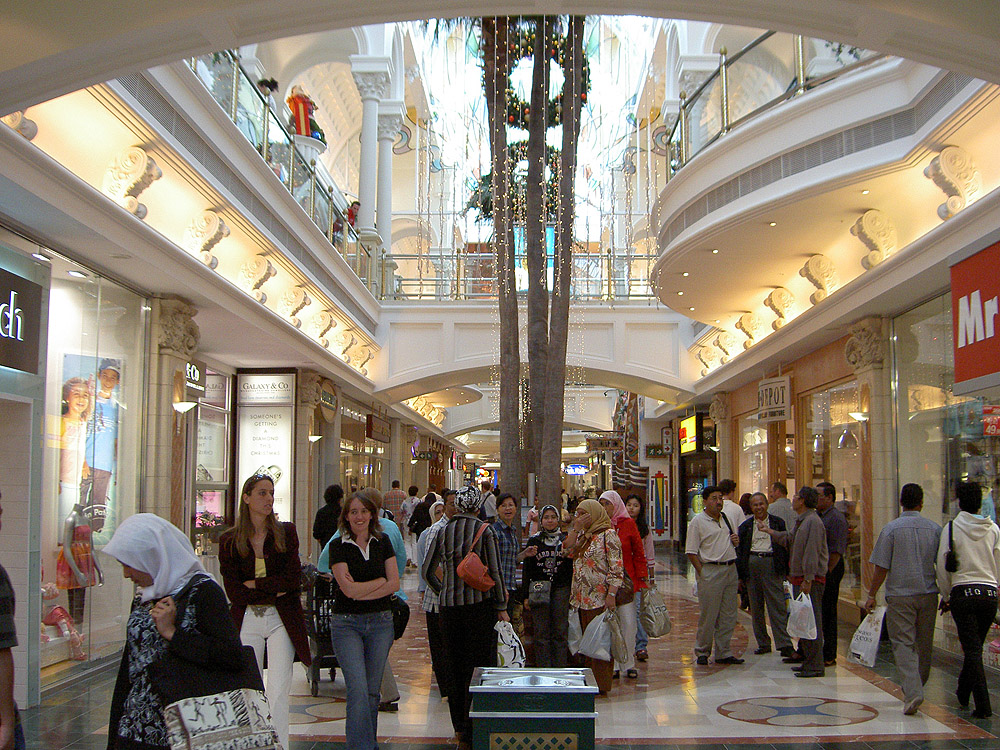
キャナル・ウォーク
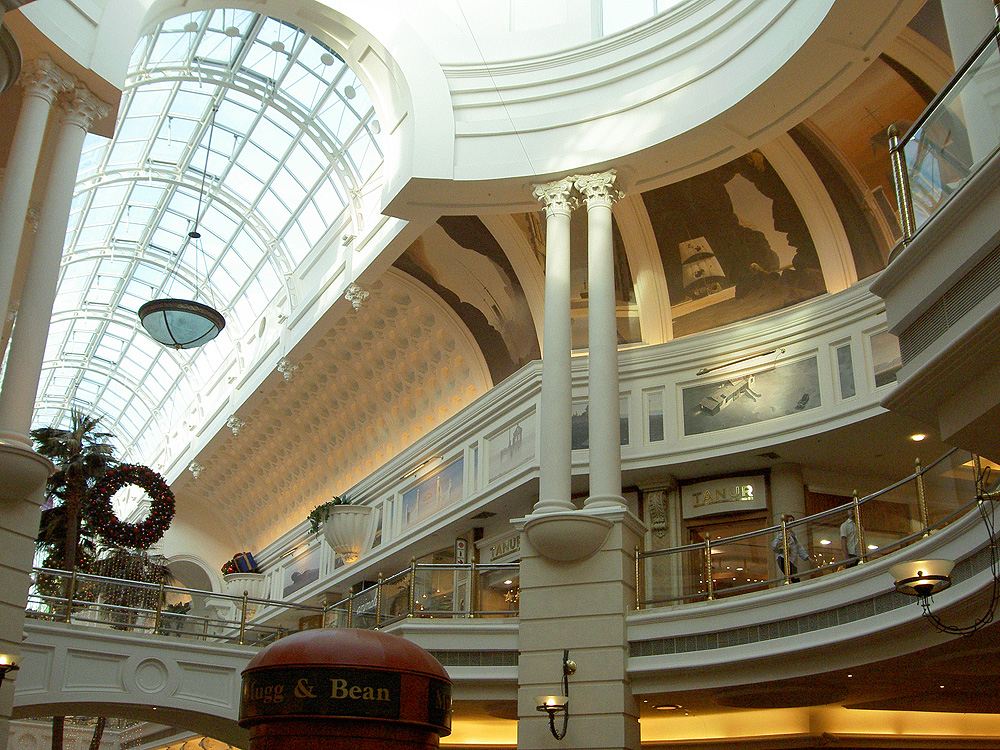
ガラスの天窓